# Транспорт Мадейры

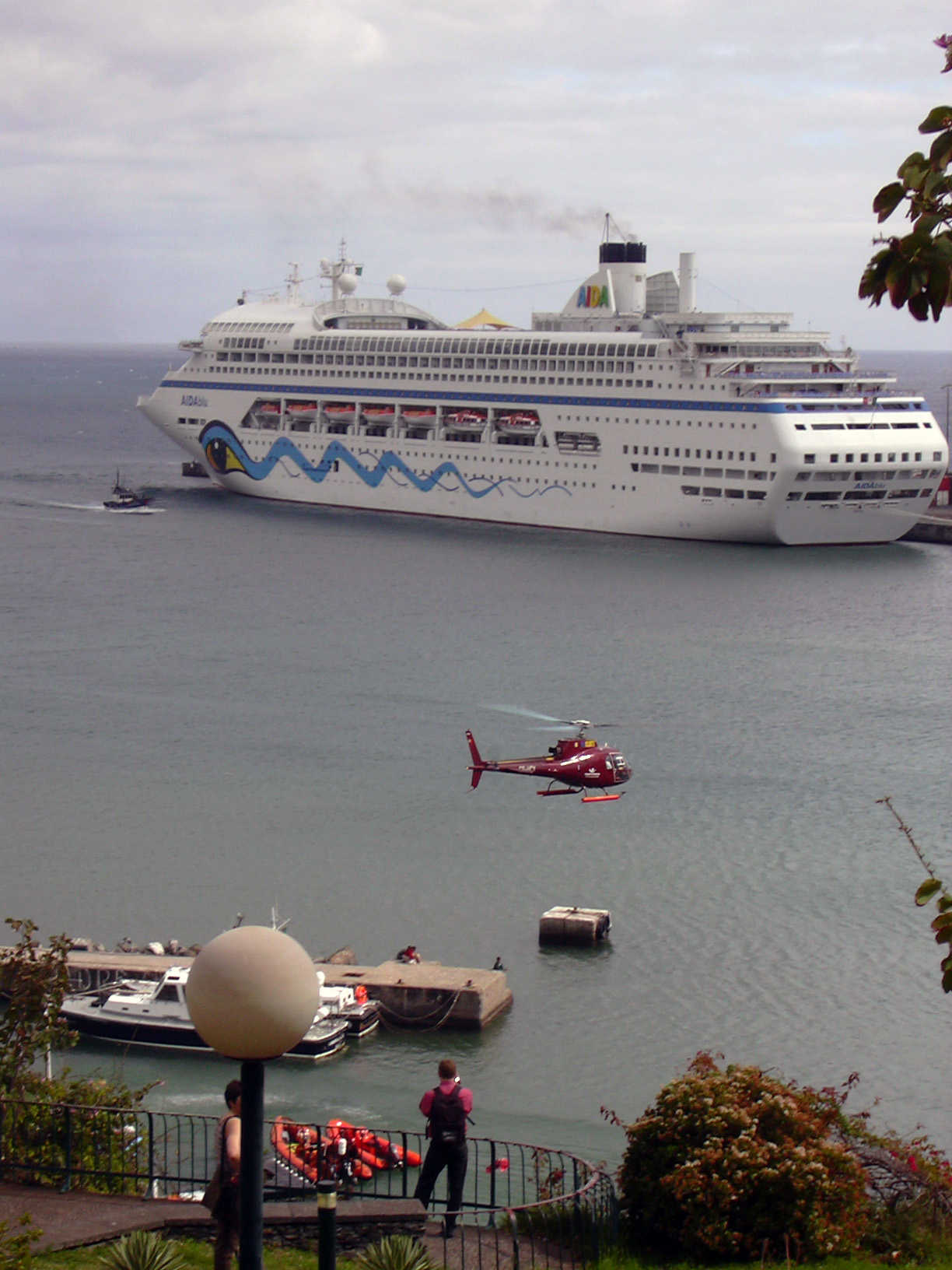
Порт Фуншала.

Остров Мадейра и его столица Фуншал в частности имеют разветвленную транспортную систему. Передвижение между двумя главными островами архипелага Мадейрой и Порту-Санту осуществляется на самолетах и паромах, причем последние также перевозят автомобили. Путешествовать по внутренним частям островов сегодня довольно просто благодаря развитию основных дорог.

## Аэропорты

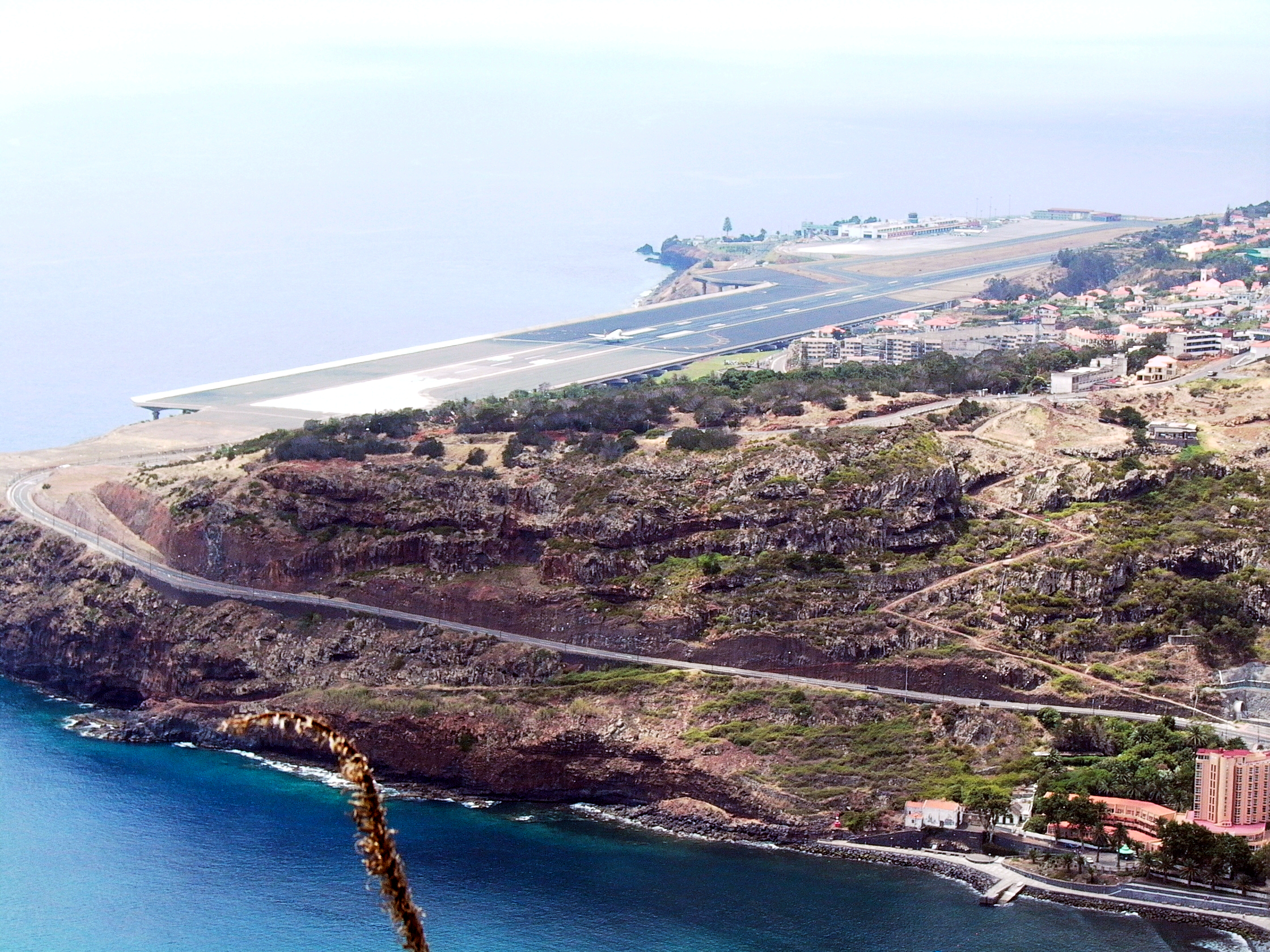
Аэропорт Мадейра.

На островах расположено два аэропорта, один, основной, находится в Санта-Круш (также известен как Аэропорт Фуншал и Аэропорт Мадейра (FNC)) на острове Мадейра, а другой, Порту-Санту — в городе Вила-Балейра на острове Порту-Санту. Основные рейсы прилетают из Лиссабона и Порту, однако также есть прямые рейсы из других городов ЕС и других стран, как например Бразилия, Венесуэла и ЮАР. Из России прямых рейсов на Мадейру нет.
В конце XX века аэропорт Мадейра (открывшийся в июле 1964 года) был на плохом счету у летчиков за его ВПП, которая была не только короткой (самые большие самолеты, которые могли сесть были Airbus A320 и Boeing 737), но также была построена на высокой насыпи, которая резко обрывалась в море. Также часто появлялись воздушные ямы, которые кидали садящиеся самолеты в непредсказуемом направлении. В катастрофе 19 ноября 1977 года, в которой погибло более 150 человек, TAP Portugal Рейс 425 садился в плохую погоду, промахнулся мимо полосы и упал с клифа. Вследствие этого полоса была перенаправлена в другую сторону и увеличена с 1,800 м до 2,481 м, дав возможность современным самолетам (включая Boeing 747-400) прилетать на остров.

## Канатные дороги

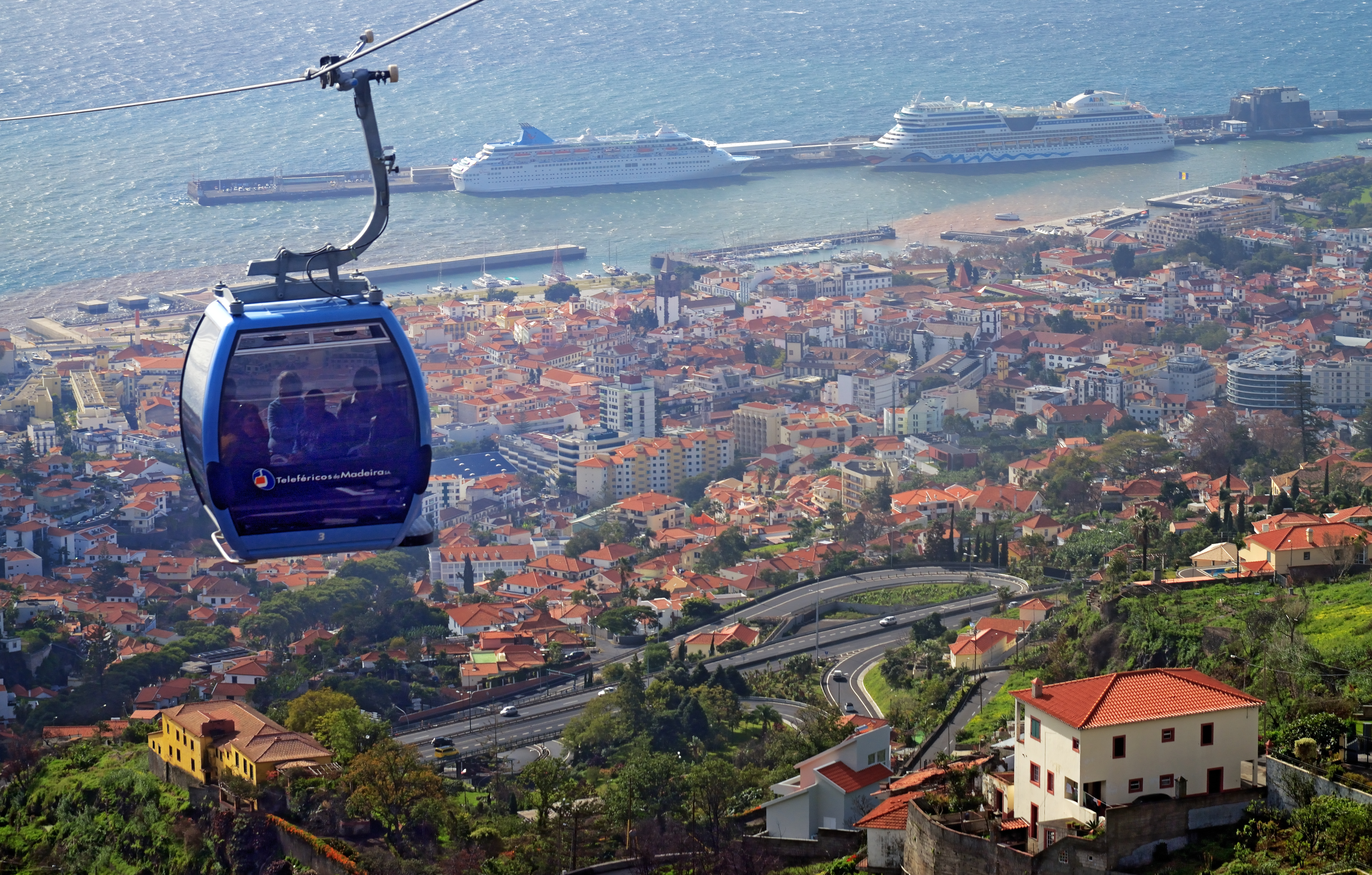
Вид на Фуншал из кабины канатной дороги до Монте

В Фуншале есть два местных маршрута канатной дороги, один из которых совсем новый и был открыт в 2005 году.. Первая дорога идет от Фуншала до Монте, а по второй вы сможете добраться от Монте до ботанического сада. Всего на сегодняшний день на острове есть 5 канатных дорог. Некоторые из них ориентированы не столько на туристов, сколько на местных фермеров, которые по этим канатным дорогам возят зерно.
Раньше была также паровая зубчатая железная дорога от Фуншала до Монте и дальше на высоту в 867 м, действовавшая с 1893 по 1943.

## Наземный транспорт

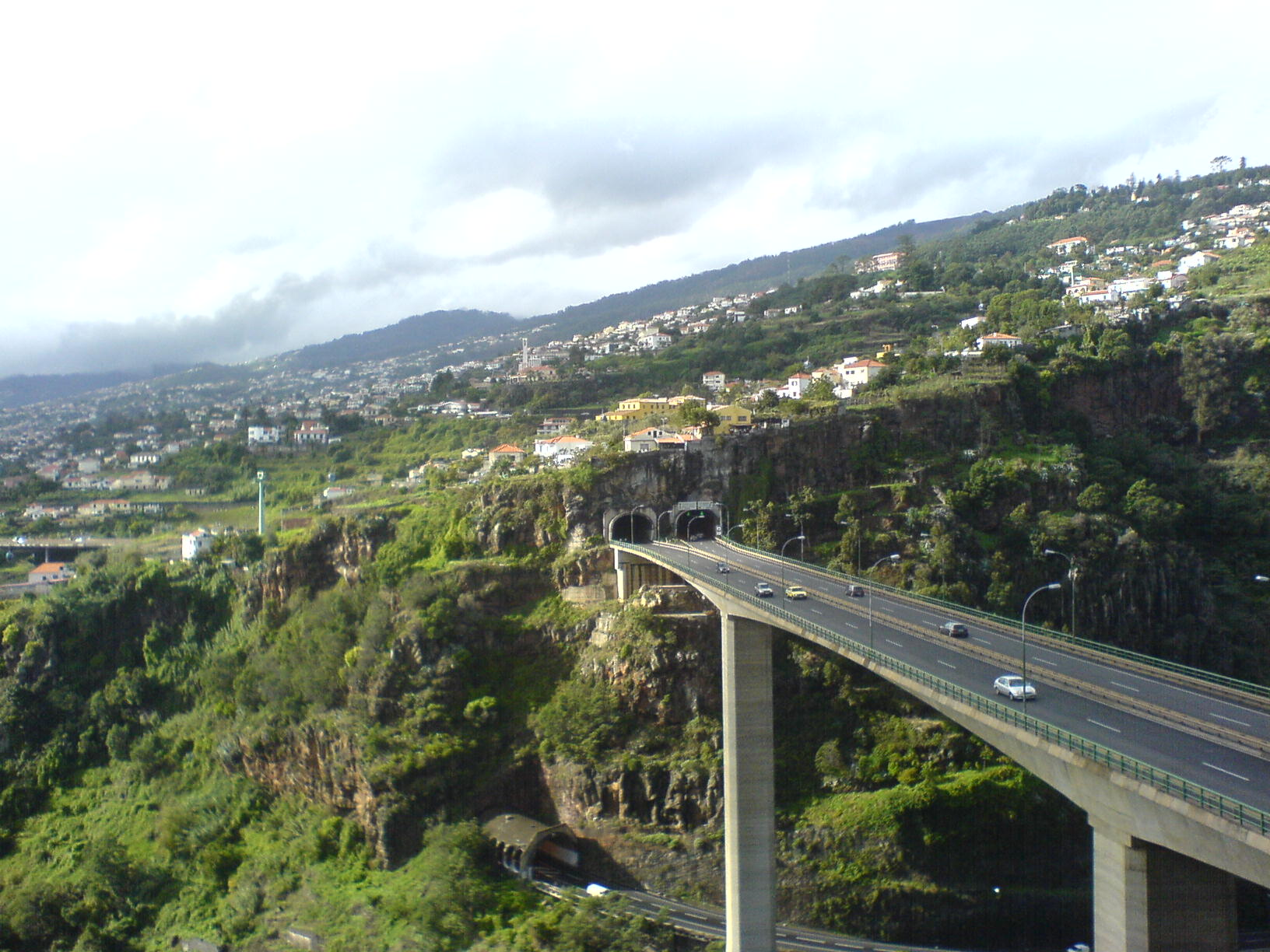
Трасса на Мадейре

За наземный транспорт в регионе отвечает Региональная Дирекция Наземного Транспорта.
Путешествие по внутренней части островов сегодня довольно простое, благодаря строительству Vias Rápidas, большой трассы, построенной во времена экономического бума Португалии. Современные дороги идут до всех достопримечательностей острова. Старые горные серпантины также предоставляют прекрасную возможность осмотреть остров.
Автобусные компании, включая Horarios do Funchal, которая существует уже более 100 лет, имеют постоянные маршруты до всех достопримечательностей.